# Quận Umatilla, Oregon
Quận Umatilla là một quận nằm trong tiểu bang Oregon. Quận được đặt tên của Sông Umatilla. Năm 2000, dân số của quận là 70.548. Quận lỵ là Pendleton.

## Lịch sử
Quận Umatilla được thành lập ngày 27 tháng 9 năm 1862 từ một phần đất của Quận Wasco. Ranh giới của quận được điều chỉnh theo sau việc thành lập các quận Grant, Morrow, Union, và Wallowa. Đạo luật hành chính này cũng ấn định Marshall Station làm quận lỵ tạm thời. Bầu cử năm 1865 đã chọn Thành phố Umatilla, bây giờ là Umatilla, thành quận lỵ. Với sự phát triển ngành trồng lúa mì, dân số tập trung về phía bắc và phía đông của quận, và cuối cùng sau bầu cử năm 1868 quận lỵ lại được dời về Pendleton.
Khu dành riêng cho người bản thổ Umatilla được thiết lập bởi Hiệp ước Walla Walla năm 1855. Các bộ lạc Umatillas, Walla Wallas, và Cayuse được định cư ở đó, và nó nằm ở ngay đông nam Pendleton.
Công ty EZ Wireless of Hermiston chính thức mở cửa làm ăn ngày 4 tháng 2 năm 2004. Công ty này là một trong các hệ thống cung cấp dịch vụ internet Wi-Fi lớn nhất tại Hoa Kỳ, bao phủ các vùng của Quận Umatilla, Quận Morrow và Quận Benton, Washington.

## Địa lý
Theo Cục điều tra dân số Hoa Kỳ, quận có tổng diện tích là 3.231 dặm vuông (8.369 km²) trong đó đất chiếm 3.215 dặm vuông (8.327 km²) và nước chiếm 16 dặm vuông (41 km²) hay 0,49%.

## Các quận giáp ranh
- Quận Benton, Washington (bắc; phía bên kia Sông Columbia)
- Quận Walla Walla, Washington (bắc; một phần nằm bên kia Sông Columbia)
- Quận Columbia, Washington (đông bắc)
- Quận Wallowa, Oregon - (đông bắc)
- Quận Union, Oregon - (đông)
- Quận Grant, Oregon - (nam)
- Quận Morrow, Oregon - (tây)

## Các cộng đồng

### Các thành phố hợp nhất
| - Adams - Athena - Echo - Helix - Hermiston - Milton-Freewater | - Pendleton - Pilot Rock - Stanfield - Ukiah - Umatilla - Weston |

### Các cộng đồng chưa hợp nhấtvà nhữngnơi ấn định cho thống kê
| - Cayuse - Gopher Flats - Holdman - Kirkpatrick - Meacham | - Mission - Ordnance (một phố ma) - Riverside - Tutuilla |